# Nepřejov (Dolní Hbity)
Nepřejov je malá vesnice, část obce Dolní Hbity v okrese Příbram ve Středočeském kraji. Nachází se asi dva kilometry jižně od Dolních Hbit. Je zde evidováno 35 adres. Ke dni 29.11.2017 zde žije 56 obyvatel.
Nepřejov je také název katastrálního území o rozloze 5,74 km². V katastrálním území Nepřejov leží i Horní Líšnice a Kaliště.

## Historie
První písemná zmínka o vesnici pochází z roku 1653.

## Obyvatelstvo
| Rok            | 1869 | 1880 | 1890 | 1900 | 1910 | 1921 | 1930 | 1950 | 1961 | 1970 | 1980 | 1991 | 2001 | 2011 | 2021 |
| -------------- | ---- | ---- | ---- | ---- | ---- | ---- | ---- | ---- | ---- | ---- | ---- | ---- | ---- | ---- | ---- |
| Počet obyvatel | 140  | 179  | 161  | 155  | 161  | 146  | 141  | 109  | 92   | 77   | 75   | 56   | 53   | 49   | 45   |
| Počet domů     | 24   | 24   | 24   | 27   | 26   | 26   | 25   | 23   | 50   | 21   | 21   | 23   | 17   | 25   | 27   |

## Obecní správa
Při sčítání lidu v letech 1850–1975 Nepřejov byl samostatnou obcí v okrese Příbram. Od 1. ledna 1976 je částí obce Dolní Hbity v okrese Příbram. V letech 1850–1909 k obci patřily Dolní Líšnice a Větrov a v letech 1850–1975 k obci patřily Horní Líšnice a Kaliště.